# Tasnádi Márton
Tasnádi Márton (Budapest, 1957. szeptember 18. – 2017. május 6. előtt) magyar rendező és szerkesztő.

## Életrajza
Tasnádi a Színház- és Filmművészeti Egyetem rendező szakán diplomázott 1983-ban. Rendezett Magyarország és Európa több színházában: Budapesten, Békéscsabán, Edinburghben, Miskolcon, Nagyváradon, Szegeden, Szolnokon, Tallinnban, Tatabányán és Újvidéken. Négy évig volt a Békés Megyei Jókai Színház főrendezője, művészeti vezetője, és igazgatója. Tanított színházesztétikát a Pécsi Janus Pannonius Egyetem esztétika szakán. A Magyar Színházművészeti Társaság – határainkon túli magyar színházak szakreferense, egy éven keresztül pedig a Magyar Rendezők Szövetsége (H.S.D. Hungarian Society of Directors) ügyvezető elnöke is volt.
A színházon kívül a legkülönfélébb műfajokban, a média különböző területein dolgozott. Rendezett Shakespeare-t, Csehovot éppúgy, mint a legnagyobb Broadway-musicaleket, rádiójátékokat, szerkesztett és vezetett rádióműsorokat. A televízióban a dokumentumfilmek készítése mellett részt vett – szerkesztőként, illetve rendezőként – olyan, nézettségi rekordokat döntő sikerszéria, mint például a Forró nyomon, vagy a legnagyobb költségvetésű „szuperprodukciók” készítésében, mint például a Big Brother. A Pesty Fekete Doboz című tv-sorozatot, amit rendezett, a Kamera Hungária fesztiválon a zsűri különdíjjal jutalmazta. Rádiójáték rendezései közül 2013-ban a Korunk gyermeke című Ödön von Horváth regényéből, 2014-ben a Sorstalanság című Kertész Imre művéből készült rádiójátékai a Rádiós Korrektúra versenyen elnyerték az év legjobb hangjátékai díjat. A Korunk Gyermeke rendezése 2013-ban, a berlini PRIX EURÓPÁ-n, az Európai Műsorszolgáltatók Fesztiválján, ami Európa legnagyobb, és legrangosabb televízió-, rádió- és online médiafesztiválja, döntős helyezést ért el.

## Színházi rendezések
- Shakespeare: II. Richárd (fsz: Gálffi László, Trokán Péter, Kaszás Attila, Rátóti Zoltán, Mácsai Pál)
- Shakespeare]]: A vihar
- Strindberg: Júlia kisasszony (fsz: Balkay Géza, Tóth Éva)
- J.P. Sartre: Zárt tárgyalás (fsz: Pregitzer Fruzsina, Marsek Gabi)
- Oscar Wilde: Salome (fsz: Ronyecz Mária, Papadimitriu Athina, Kaszás Attila, Rátóti Zoltán, díszlet: Makai Péter)
- G. Leraux: Lamberthier úr (fsz: Eperjes Károly, Csonka Ibolya)
- Burkhard: Tűzijáték (fsz: Hollay Kálmán, Berdál Valéria, díszlet: Székely László)
- Arthur Schnitzler: Körbe-körbe (fsz: Borbély László, Ivancsis Ilona, Radó Denise, Sztárek Andrea)
- Georges Feydeau: Ne mászkálj meztelenül! (fsz: Kalocsay Miklós, Schlanger András, Pallagi Mária)
- Pavlovits M.-Nagy I: Giling-galang rejtélye
- Shakespeare: Vízkereszt, vagy amit akartok
- A.P.Csehov: Három nővér (fsz: Kulka János, Lang Györgyi, Besenczi Árpád)
- Katajev-Aldobolyi: A kör négyszögesítése (fsz: Kovács Adél, Papadimitriu Athina, Trokán Péter, Tahi József)
- Kapecz Zsuzsa: Julcsi (Tallinn)
- Thomas: A hölgy fecseg és nyomoz (fsz: Gálfy László, Felkay Eszter, Beratin Gábor)
- Leigh-Wassermann: La Mancha lovagja (fsz: Holl Zsuzsa, Lengyel Ferenc, Magyar Tivadar, díszlet-jelmez: Mira János)
- Presser Gábor – Horváth P.: A padlás (Békéscsaba, fsz: Lengyel Ferenc, Tihanyi Tóth Csaba, R. Kárpáti Péter)
- Lajtai-Békeffy : A régi nyár
- Tolcsvay László – Müller Péter: Doktor Herz
- Shakespeare: Hamlet (díszlet: Mira János, jelmez: Csík György, fsz: Magyar Tivadar, Felkay Eszter, Réti Andrea, Kárpáti Levente, Tihanyi Tóth Csaba, Kulcsár Lajos)
- Bartók Béla - Balázs B.: A kékszakállú herceg vára (Edingburgh - fsz: Kárpáti Levente, Tihanyi Szilvia)
- Bartók Béla - Balázs Béla.: A kékszakállú herceg vára (fsz: Kárpáti Levente, Tihanyi Szilvia)
- Vörösmarty M.: Csongor és Tünde (fsz: Kárpáti Levente, Tihanyi Szilvia, Magyar Tivadar, Bökönyi Laura, díszlet-jelmez: Csík György)
- G.Leroux-Tasnádi Márton: Az Operaház fantomja (fsz: Magyar Tivadar, Sivók Irén, Jancsik Ferenc, díszlet-jelmez: Csík György)
- Leonard Bernstein: West Side Story (fsz: Kárpáti Levente, Sivók Irén, Tihanyi Szilvia, Magyar Tivadar, Kulcsár Lajos, koreográfus: Szakály György)
- Kander-Ebb: Kabaré (Békéscsaba, díszlet: Horváth Éva, jelmez: Csík György)
- Agatha Christie: Eszményi gyilkos (fsz: Holl Zsuzsa, Gáspár Tibor)
- Kander-Ebb: Kabaré (fsz: Psota Irén, Kautzky Armand, Réti Andrea, Kulcsár Lajos, Jancsik Ferenc, Dániel Gábor)
- Lázár Ervin: A kisfiú meg az oroszlánok (fsz: Kátay Endre, Mucsi Zoltán, Győry Emil, Nyakó Júlia, Sebestyén Éva)
- Stendhal: Vörös és fekete (fsz: Téri Sándor, Csarnóy Zsuzsa, Mihályfi Balázs, Várnay Szilárd)
- Kacsóh-Heltai-Bakonyi: János vitéz (fsz: Bodrogi Gyula, Homonnai Zsolt, Debreceni Csaba, Sivók Irén, Kertész Marcella, díszlet: Rajk László, jelmez: Zeke Edit)
- G. Moon: Hulla-hopp (fsz: Bodrogi Gyula, Voith Ági, Harsányi Gábor, díszlet-jelmez: Horváth Éva)
- Parti Nagy Lajos: Sárbogárdi Jolán: A test angyala (Merlin Színház – fsz: Csákányi Eszter, Szalay Mariann, Horváth Ákos, játéktér, jelmez: Rajk László)
- Heltai Jenő: Tündérlaki lányok (fsz: Medgyesfalvy Sándor, Halasi Erzsébet, Szőcs Erika, ifj. Kovács Levente, Kovács Enikő)
- Presser G.- Horváth Péter: A padlás (fsz: Mezei Zoltán, Giricz Attila, Magyar Attila, Lenner Karolina, Csernik Árpád)
- Neil Simon: Furcsa pár (fsz: Molnár Júlia, Fábián Enikő, Szőcs Erika)
- Parti Nagy Lajos: Sárbogárdi Jolán: A test angyala (Miskolc)
- Dés László-Geszti Péter-Békés Pál: A dzsungel könyve (fsz: Ács Tibor, Fábián Enikő, Szőcs Erika, ifj. Kovács Levente, Kovács Enikő, Molnár Júlia koreográfus: Szakály György)

## Fontosabb televíziós és rádiós munkák
- Virágzó Magyarország - szerkesztő rendező MTV
- Kultúrpercek – szerkesztő MTV
- Szerepcsere – rendező MTV
- Pesty Fekete Doboz – rendező MTV
- All you need is love (Ha Te is akarod!) - rendező TV2
- Hárman párban – szerkesztő TV2
- Big Brother – vezető rendező TV2
- Forró nyomon – executive producer TV2
- Szokatlan – executive producer TV2
- Negyedik műszak – főszerkesztő, rendező TV2
- Gyökereink – főszerkesztő, rendező TV2
- Száguldó bűnözők – szerkesztő TV2
- Laár pour l’art – szerkesztő TV2
- szórakoztató és portréfilmek – szerkesztő, rendező MTV
- Múzsa, kulturális híradó-rovatvezető, felelős szerkesztő MTV
- alakArt kulturális híradó – főszerkesztő, rendező A3 és MSAT Televízió
- nem fikciós és élő műsorok- szerkesztő, rendező A3 és MSAT Televízió
- Kulturális programajánló – Kossuth Adó – szerkesztő, műsorvezető
- Rádió és hangjátékok - Magyar Rádió (cca. 90) – rendező
- Daráló, ifjúsági rádiójáték-sorozat (cca. 300 adás) – rendező
- Kossuth Adó – Műsorajánlat, – Kulturális ajánlat – szerkesztő, műsorvezető
- Kossuth – Petőfi-adó: kívánságműsor, szórakoztató műsorok – szerkesztő, műsorvezető